# Шоссе 13 (Израиль)
Шоссе 13 (ивр. כביש 13‎ , англ. Highway 13) — израильское шоссе в Южном округе Израиля. Оно начинается на севере на перекрёстке Цихор с шоссе 40, и заканчивается на юге на перекрёстке Менуха с шоссе 90. Таким образом, он соединяет между собой шоссе 40, которое проходит с севера из Мицпе-Рамона и Беер-Шевы через центральный Негев, и шоссе 90, которое пересекает долину Арава вдоль восточной границы Израиля. 

## Перекрёсткииразвязки
| Километр | Название                             | Тип | Расположение | Пересечение дорог |
| -------- | ------------------------------------ | --- | ------------ | ----------------- |
| 0        | ивр. צומת ציחור‎ (Перекрёсток Цихор)  |     | Негев        | Шоссе 40          |
| 12       | ивр. צומת מנוחה‎ (Перекрёсток Менуха) |     | Негев        | Шоссе 90          |